# تلفزيون نوفوروسيا
تلفزيون نوفوروسيا (بالروسية: Новороссия ТВ)‏ هي قناة تلفزيونية ناطقة بالروسية يتم تشغيلها منذ عام 2014 تحت إشراف جمهورية دونيتسك الشعبية.
القناة محظورة في أوكرانيا بسبب تحيزها الموالي لروسيا، باستثناء أراضي دونيتسك ولوهانسك.